# 사샤 로이즈
사샤 로이즈(Sasha Roiz, 1973년 10월 21일 ~ )는 이스라엘 출신 캐나다의 배우이다.

## 출연 작품

### 영화
- 폼페이 최후의 날 - 프로쿨루스 역

### 드라마
- 그림 시즌 1(NBC)
- 그림 시즌 2(NBC)
- 그림 시즌 3(NBC)
- 그림 시즌 4(NBC)
- 그림 시즌 5(NBC)
- 라이 투 미 시즌 1 3화